# Пелагония
Пелагония (греч. Πελαγονία; макед. Пелагонија; также Прилепско-Битольско-Леринское (Флоринское) поле, иногда называемое просто Поле) — самая большая котловина в географической области Македония, разделённая между Северной Македонией (северная часть) и Грецией (южная).

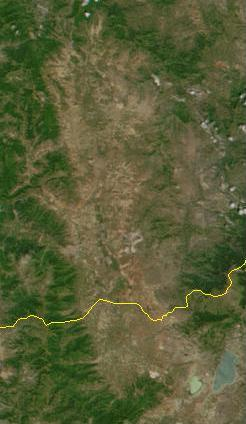
Пелагония со спутника, жёлтая линия — государственная граница между Северной Македонией и Грецией

Название связано с Пелегоном, сыном речного бога Аксия и Перибои, дочери Акессамена, отцом Астеропея.

## География
Название Пелагония появилось в античную эпоху и объединяет три долины: Прилепское поле и Битольское поле в Северной Македонии и Флоринское поле в Греции.
Котловина имеет овальную форму и сильно вытянута в направлении север-юг.
Основная водная артерия области — река Црна.
Прилепское и Битолское поле наклонены на юг, а Флоринское — на север.

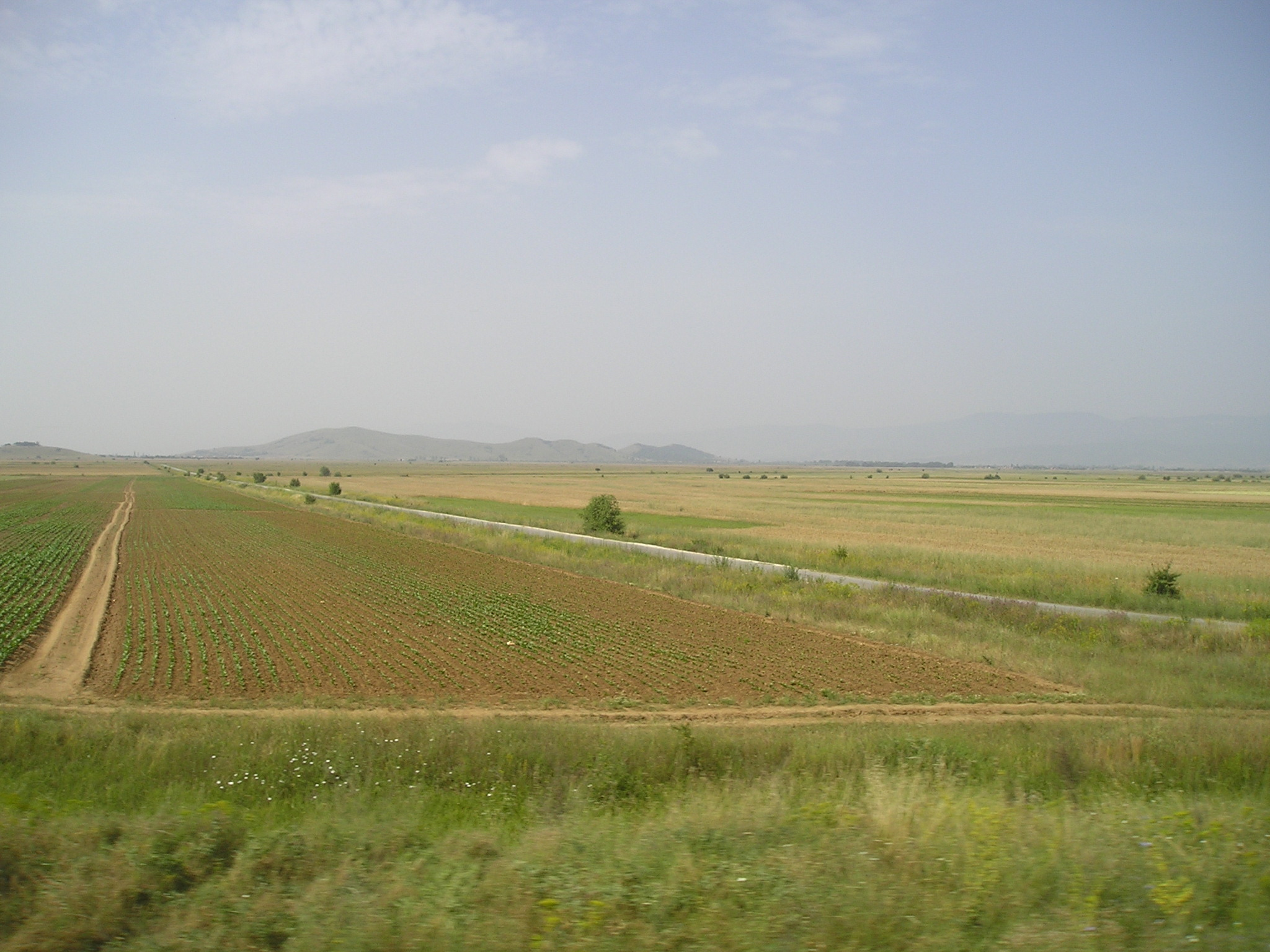
Прилепское поле — северная часть Пелагонии
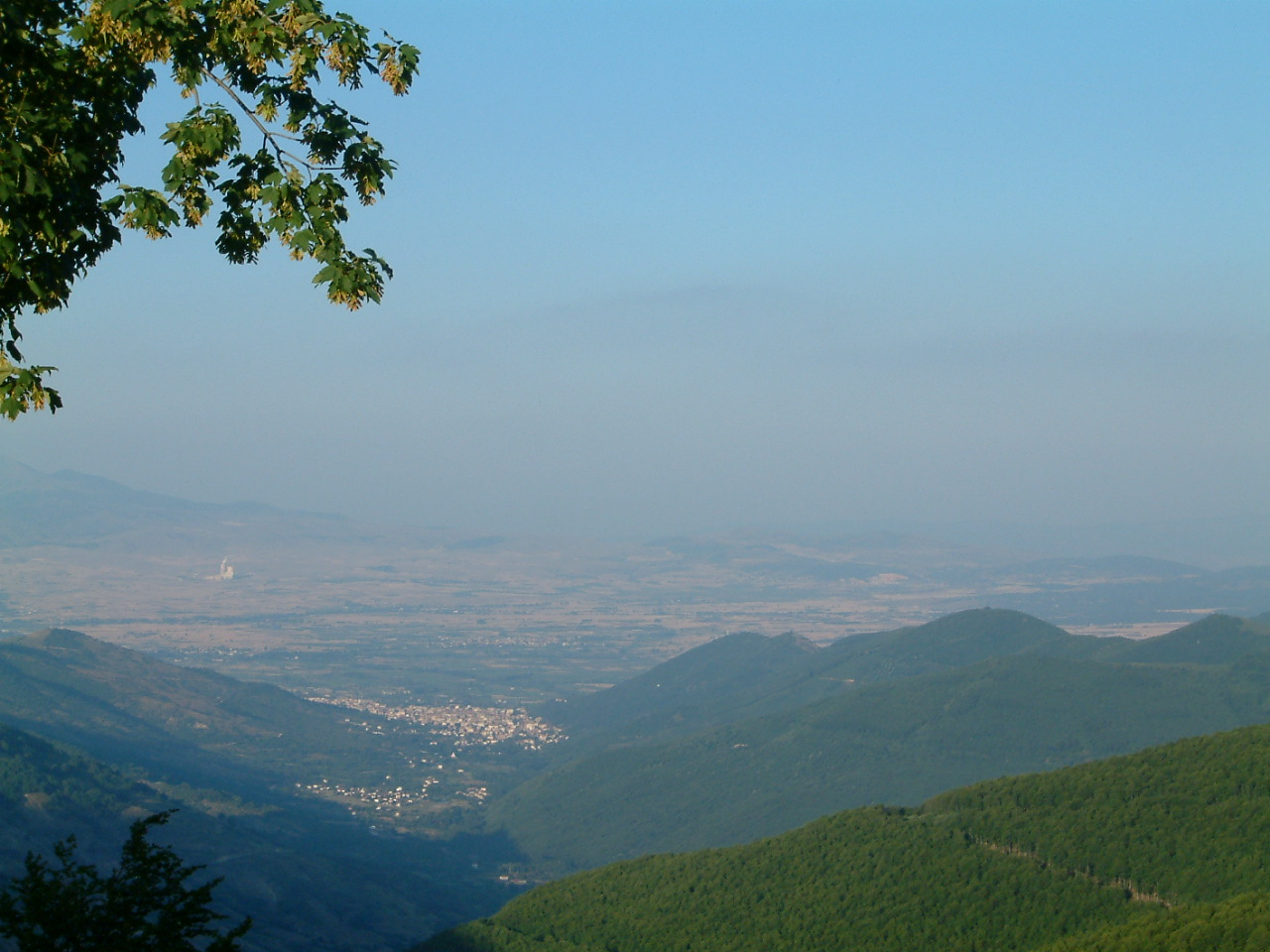
Город Флорина — южная часть Пелагонии
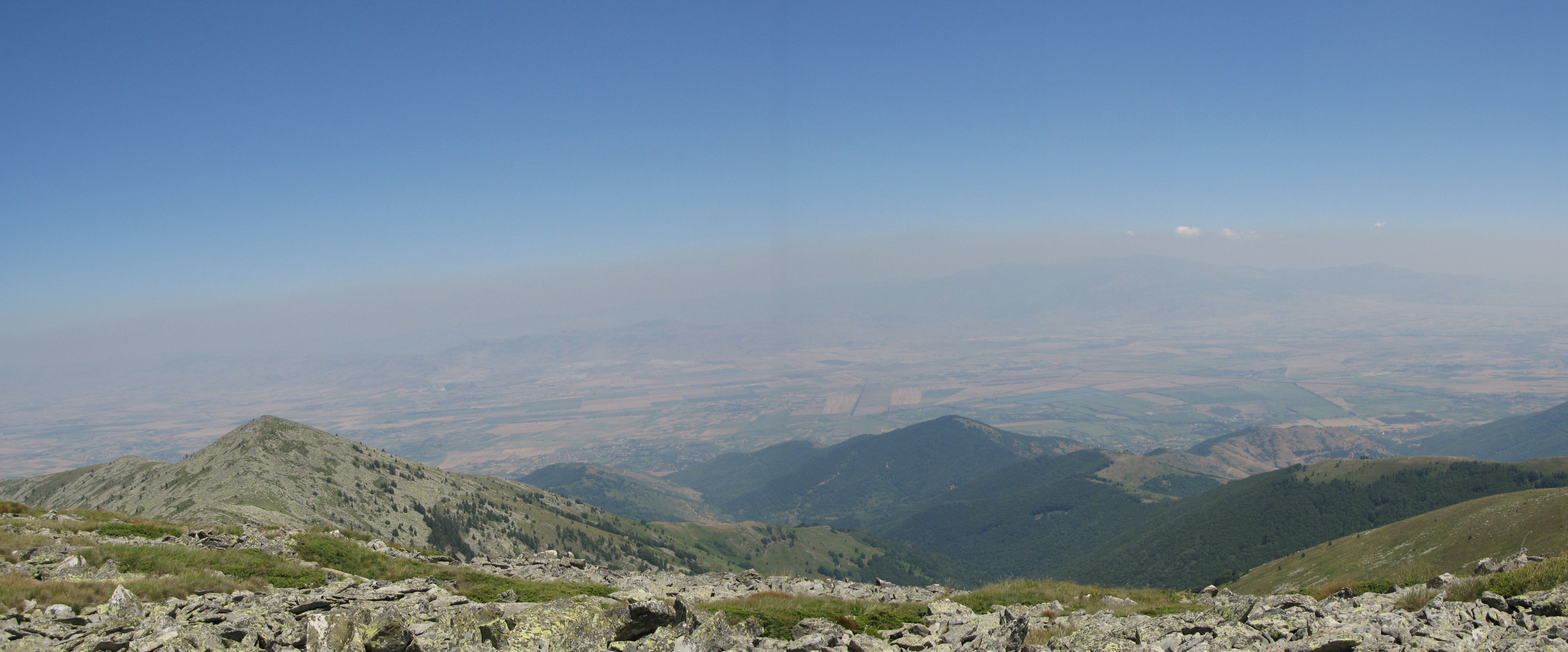
Пелагония

### Климат
Пелагония расположена преимущественно в зоне умеренно континентального климата, но с существенным влиянием северных воздушных масс, благодаря поступлению которых зимние температуры могут опускаться до низких значений, свойственных континентальному климату. Пелагония находится близко к побережью Эгейского моря, но из-за расположения на большой высоте над уровнем моря средняя годовая температура в регионе  составляет всего 11,2 °С, а средний годовой уровень осадков около 640 мм.

## Христианство
Область дала своё имя иконе Божией Матери Пелагонитисса.